# Éliminatoires du Championnat d'Europe de football 2004, groupe 2
Cet article donne le calendrier, les résultats des matches ainsi que le classement du groupe 2 des éliminatoires de l'Euro 2004.

## Classement
| Rang | Équipe             | Pts | J | G | N | P | Bp | Bc | Diff |  | Résultats (▼ dom., ► ext.) |     |     |     |     |     |
| ---- | ------------------ | --- | - | - | - | - | -- | -- | ---- |  | -------------------------- | --- | --- | --- | --- | --- |
| 1    | Danemark           | 15  | 8 | 4 | 3 | 1 | 15 | 9  | +6   |  | Danemark                   |     | 1-0 | 2-2 | 0-2 | 2-0 |
| 2    | Norvège            | 14  | 8 | 4 | 2 | 2 | 9  | 5  | +4   |  | Norvège                    | 2-2 |     | 1-1 | 2-0 | 1-0 |
| 3    | Roumanie           | 14  | 8 | 4 | 2 | 2 | 21 | 9  | +12  |  | Roumanie                   | 2-5 | 0-1 |     | 2-0 | 4-0 |
| 4    | Bosnie-Herzégovine | 13  | 8 | 4 | 1 | 3 | 7  | 8  | -1   |  | Bosnie-Herzégovine         | 1-1 | 1-0 | 0-3 |     | 2-0 |
| 5    | Luxembourg         | 0   | 8 | 0 | 0 | 8 | 0  | 21 | -21  |  | Luxembourg                 | 0-2 | 0-2 | 0-7 | 0-1 |     |

- La Norvège se classe devant la Roumanie grâce à de meilleurs résultats lors des confrontations directes (1-1; 1-0), la différence de buts générale ne départageant pas.

## Résultats et calendrier
| 7 septembre 2002 | Bosnie-Herzégovine | 0 - 3 | Roumanie                           | Stade Koševo, Sarajevo                          |                                                 |
|                  |                    |       | 7e Chivu · 8e Munteanu · 27e Ganea | Spectateurs : 1 830 Arbitrage : Lucílio Batista | Spectateurs : 1 830 Arbitrage : Lucílio Batista |

| 7 septembre 2002 | Norvège               | 2 - 2 | Danemark         | Ullevaal Stadion, Oslo                       |                                              |
|                  | Riise 54e · Carew 90e |       | 22e 72e Tomasson | Spectateurs : 25 114 Arbitrage : Hugh Dallas | Spectateurs : 25 114 Arbitrage : Hugh Dallas |

| 12 octobre 2002 | Danemark                       | 2 - 0 | Luxembourg | Parken Stadium, Copenhague                   |                                              |
|                 | Tomasson 52e (pen.) · Sand 72e |       |            | Spectateurs : 40 259 Arbitrage : Ferenc Bede | Spectateurs : 40 259 Arbitrage : Ferenc Bede |

| 12 octobre 2002 | Roumanie | 0 - 1 | Norvège     | Stade Steaua, Bucarest                           |                                                  |
|                 |          |       | 83e Iversen | Spectateurs : 21 000 Arbitrage : Valentin Ivanov | Spectateurs : 21 000 Arbitrage : Valentin Ivanov |

| 16 octobre 2002 | Luxembourg | 0 - 7 | Roumanie                                                      | Stade Josy-Barthel, Luxembourg                |                                               |
|                 |            |       | 2e 5e Moldovan · 25e Rădoi · 45e 47e 86e Contra · 81e Ghioane | Spectateurs : 2 056 Arbitrage : Romans Lajuks | Spectateurs : 2 056 Arbitrage : Romans Lajuks |

| 16 octobre 2002 | Norvège                  | 2 - 0 | Bosnie-Herzégovine | Ullevaal Stadion, Oslo                         |                                                |
|                 | Lundekvam 7e · Riise 27e |       |                    | Spectateurs : 24 169 Arbitrage : Michael Benes | Spectateurs : 24 169 Arbitrage : Michael Benes |

| 29 mars 2003 | Bosnie-Herzégovine       | 2 - 0 | Luxembourg | Stade Bilino-Polje, Zenica                   |                                              |
|              | Bolić 58e · Barbarez 75e |       |            | Spectateurs : 7 380 Arbitrage : Jouni Hyytiä | Spectateurs : 7 380 Arbitrage : Jouni Hyytiä |

| 29 mars 2003 | Roumanie               | 2 - 5 | Danemark                                                          | Stadionul Național, Bucarest                            |                                                         |
|              | Mutu 5e · Munteanu 47e |       | 8e 90e Rommedahl · 53e Gravesen · 71e Tomasson · 73e (csc) Contra | Spectateurs : 52 000 Arbitrage : Manuel Mejuto González | Spectateurs : 52 000 Arbitrage : Manuel Mejuto González |

| 2 avril 2003 | Danemark | 0 - 2 | Bosnie-Herzégovine        | Parken Stadium, Copenhague                     |                                                |
|              |          |       | 23e Barbarez · 29e Baljić | Spectateurs : 30 845 Arbitrage : Anton Stredak | Spectateurs : 30 845 Arbitrage : Anton Stredak |

| 2 avril 2003 | Luxembourg | 0 - 2 | Norvège                      | Stade Josy-Barthel, Luxembourg                |                                               |
|              |            |       | 57e Rushfeldt · 73e Solskjær | Spectateurs : 2 899 Arbitrage : Ivan Dobrinov | Spectateurs : 2 899 Arbitrage : Ivan Dobrinov |

| 7 juin 2003 | Danemark    | 1 - 0 | Norvège | Parken Stadium, Copenhague                   |                                              |
|             | Grønkjær 5e |       |         | Spectateurs : 41 824 Arbitrage : Graham Poll | Spectateurs : 41 824 Arbitrage : Graham Poll |

| 7 juin 2003 | Roumanie             | 2 - 0 | Bosnie-Herzégovine | Stadionul Ion Oblemenco (en), Craiova        |                                              |
|             | Mutu 46e · Ganea 87e |       |                    | Spectateurs : 19 900 Arbitrage : Ruud Bossen | Spectateurs : 19 900 Arbitrage : Ruud Bossen |

| 11 juin 2003 | Luxembourg | 0 - 2 | Danemark                 | Stade Josy-Barthel, Luxembourg                 |                                                |
|              |            |       | 2e Jensen · 50e Gravesen | Spectateurs : 6 869 Arbitrage : Iouri Baskakov | Spectateurs : 6 869 Arbitrage : Iouri Baskakov |

| 11 juin 2003 | Norvège             | 1 - 1 | Roumanie  | Ullevaal Stadion, Oslo                        |                                               |
|              | Solskjær 78e (pen.) |       | 64e Ganea | Spectateurs : 24 890 Arbitrage : Ľuboš Micheľ | Spectateurs : 24 890 Arbitrage : Ľuboš Micheľ |

| 6 septembre 2003 | Bosnie-Herzégovine | 1 - 0 | Norvège | Stade Bilino-Polje, Zenica                    |                                               |
|                  | Bajramović 87e     |       |         | Spectateurs : 18 000 Arbitrage : Stéphane Bré | Spectateurs : 18 000 Arbitrage : Stéphane Bré |

| 6 septembre 2003 | Roumanie                                     | 4 - 0 | Luxembourg | Stadionul Astra (en), Ploiești             |                                            |
|                  | Mutu 38e · Pancu 40e · Ganea 43e · Bratu 77e |       |            | Spectateurs : 2 457 Arbitrage : Alon Yefet | Spectateurs : 2 457 Arbitrage : Alon Yefet |

| 10 septembre 2003 | Danemark                            | 2 - 2 | Roumanie             | Parken Stadium, Copenhague                 |                                            |
|                   | Tomasson 35e (pen.) · Laursen 90+5e |       | 62e Mutu · 72e Pancu | Spectateurs : 42 049 Arbitrage : Urs Meier | Spectateurs : 42 049 Arbitrage : Urs Meier |

| 10 septembre 2003 | Luxembourg | 0 - 1 | Bosnie-Herzégovine | Stade Josy-Barthel, Luxembourg                   |                                                  |
|                   |            |       | 35e Barbarez       | Spectateurs : 3 425 Arbitrage : Costas Kapitanis | Spectateurs : 3 425 Arbitrage : Costas Kapitanis |

| 11 octobre 2003 | Bosnie-Herzégovine | 1 - 1 | Danemark      | Stade Koševo, Sarajevo                         |                                                |
|                 | Bolić 39e          |       | 12e Jørgensen | Spectateurs : 32 000 Arbitrage : Graham Barber | Spectateurs : 32 000 Arbitrage : Graham Barber |

| 11 octobre 2003 | Norvège | 1 - 0 | Luxembourg | Ullevaal Stadion, Oslo                       |                                              |
|                 | Flo 18e |       |            | Spectateurs : 22 255 Arbitrage : Zsolt Szabó | Spectateurs : 22 255 Arbitrage : Zsolt Szabó |